# Перл, Хилле
Хилле (Хильдегард) Перл (нем. Hille (Hildegard) Perl, род. 1965 год, ФРГ, Бремен) — немецкая исполнительница (виола да гамба) старинной европейской музыки, специализируется на произведениях эпохи барокко.

## Биография
Хилле (настоящее имя — Хильдегард) Перл родилась в 1965 году в Бремене. Она выросла в музыкальной семье. Её отец (музыковед, клавесинист и органист) Хельмут Перл специализировался на исследовании творчества Моцарта. Хилле Перл сначала брала уроки у Niklas Trüstedt в Берлине, затем училась в Гамбурге у Ингрид Стампа. Окончила в 1990 году Akademie für Alte Musik в Бремене, где проходила обучение у Япа тер Линдена.
Хилле Перл выступала с такими ансамблями, как Фрайбургский барочный оркестр и Ансамбль Бальтазара Неймана. Она концертирует в качестве солиста или в дуэте с исполнителем на лютне и теорбе Ли Сантана, с которым она сотрудничает с 1984 года. В 2001 году она основала вместе с ним и гитаристом Стивом Плейером ансамбль «Los Otros», который ведёт гастрольную деятельность и записал несколько альбомов. Хилле Перл работает с ансамблями «The Sirius Viols» и «The Age Of Passions». В 2005 году она создала вместе с Ли Сантана и флейтистом Maurice Steger ансамбль «Barocktrio». Неоднократно гастролировала в России. В октябре 2014 года выступила в Малом зале Санкт-Петербургской филармонии с программой «Мечты и танцы Людовика XIV. Музыка двора Людовика XIV».
В дополнение к концертным выступлениям она записывается с 1997 года на немецком лейбле Harmonia Mundi. Сотрудничает со звукозаписывающей фирмой Sony BMG и немецкими лейблами Carpe Diem Records и Haenssler Classic. Её записи неоднократно удостаивались высоких международных наград.
Хилле Перл преподает с 2002 года в Hochschule für Künste в Бремене.
Хилле Перл состоит в браке с лютнистом Ли Сантаной. Её дочь, Марта Пёрл, также является профессиональным музыкантом (исполнительница на виоле да гамба).
О творчестве Хилле Перл режиссёр Christian Kurt Weisz снял 43-минутный документальный фильм «Хилле Пёрл и королева струнных инструментов» («Hille Perl und die Königin der Streichinstrumente»), который был показан впервые на телеканале Arte 24 июля 2011 года.

## Дискография
- Monsieur de Sainte-Colombe. Retrouvé & Changé. Deutsche Harmonia Mundi. 1997.
- Sonatas for Viola da Gamba & Harpsichord. Совместно с Michael Behringer. Haenssler Classic. 1999.
- …per la viola da gamba… Deutsche Harmonia Mundi. 1999.
- Doulce Memoire. Deutsche Harmonia Mundi. 2000.
- The Star and the Sea. Совместно с Ли Сантана. Carpe Diem Records. 2002.
- Tinto. В составе трио Los Otros. Deutsche Harmonia Mundi. 2003.
- Why Not Here. Совместно с Friederike Heumann. Carpe Diem Records. 2003.
- Marin Marais. Pour la Violle et le Théorbe. Совместно с Ли Сантана. Deutsche Harmonia Mundi. 2004.
- Aguirre. В составе трио Los Otros, с участием Педро Эстевана. Deutsche Harmonia Mundi. 2004.
- Telemann. Concertos for Viola da Gamba. С участием Фрайбургского барочного оркестра. Deutsche Harmonia Mundi. 2006.
- Marais. Les Voix Humaines. Совместно с Ли Сантана. Deutsche Harmonia Mundi. 2007.
- La Hacha. В составе трио Los Otros, с участием Tembembe Ensamble Continuo. Deutsche Harmonia Mundi. 2008.
- Dowland. In darkness let me dwell. Совместно с Ли Сантана и Доротеей Милдс. Deutsche Harmonia Mundi. 2008.
- De Profundis. Совместно с Tre Bassi и Ли Сантана. Carpe Diem Records. 2008.
- Kapsbergiana. В составе трио Los Otros. Deutsche Harmonia Mundi. 2009.
- Sonatas for Viola Da Gamba & Harpsicord. Совместно с Christine Schornsheim. Deutsche Harmonia Mundi. 2009.
- Venezia, 1625. Совместно с Maurice Steger & Ensemble. Harmonia Mundi. 2009.
- Loves Alchymie. Совместно с Ли Сантана и Доротеей Милдс. Deutsche Harmonia Mundi. 2010.
- Verleih uns Frieden gnädiglich. Совместно с Анной Марией Фриман, Ли Сантана и Sirius Viols. Deutsche Harmonia Mundi. 2011.
- Biber. Rosenkranzsonaten. Совместно с Ли Сантана, Daniel Sepec, Michael Behringer. Coviello Classics. 2011.
- The Music of Johann Schenk. В составе трио Los Otros. Deutsche Harmonia Mundi. 2012.
- Sixxes. Совместно с Ли Сантана, Sirius Viols и American Gamba Music. Deutsche Harmonia Mundi. 2012.
- Telemann/Pfeiffer/Graun. Concerti. С участием Фрайбургского барочного оркестра. Deutsche Harmonia Mundi. 2012.

## Награды
- 2001 — ECHO Klassik от Deutsche Phono-Akademie в номинации «Инструменталист года» за альбом «Doulce Memoire».
- 2008 — ECHO Klassik в номинации «Камерный ансамбль, исполняющий музыку XVII—XVIII веков» за альбом «Marais. Les Voix Humaines». Совместно с Ли Сантана.
- 2011 — ECHO Klassik в номинации «Камерный ансамбль, исполняющий музыку XVII—XVIII веков» за альбом «Loves Alchymie» (совместно с Ли Сантана и Доротеей Милдс).
- 2012 — Приз Ассоциации музыкальных критиков Германии за альбом «Biber. Rosenkranzsonaten» (совместно с Ли Сантана, Daniel Sepec и Michael Behringer).